# Шкуфче
Шкуфче (словен. Škufče) — поселення в общині Блоке, Регіон Нотрансько-крашка, Словенія. Висота над рівнем моря: 770,6 м.